# Bloom

Приклад ефекту bloom (кадр з Мрія Слонів). Яскравий фон «просочується» в темні елементи: стіни, персонажі

Bloom (укр. «світіння»; вимовляючи. «Блюм», «Блум») — постефект в тривимірній графіці, який використовується в комп'ютерних іграх та інших 3D-додатках. Ефект використовується розробниками ігор для створення ефекту розмитості світла на яскравих гранях сцени, пересмикування камерою під час зйомки, а також для додавання більшої кінематографічності зображенню.
Однією з найвідоміших ігор, де був використаний ефект, є аркадний автосимулятор Need for Speed: Most Wanted. У цій грі за допомогою ефекту блюм реалізовано свічення від сонячних променів на асфальті, а також розмитість на яскравих гранях сцени, таких як денне небо.
Дія ефекту багато в чому схожа з іншим ефектом, «glow», однак ці ефекти мають різні способи реалізації, і як наслідок, відмінності у зображенні. Bloom використовується в іграх разом з High Dynamic Range, однак іноді просте включення bloom-фільтру в налаштуваннях гри позначається як «включення HDR».